# Edouard Agneessens

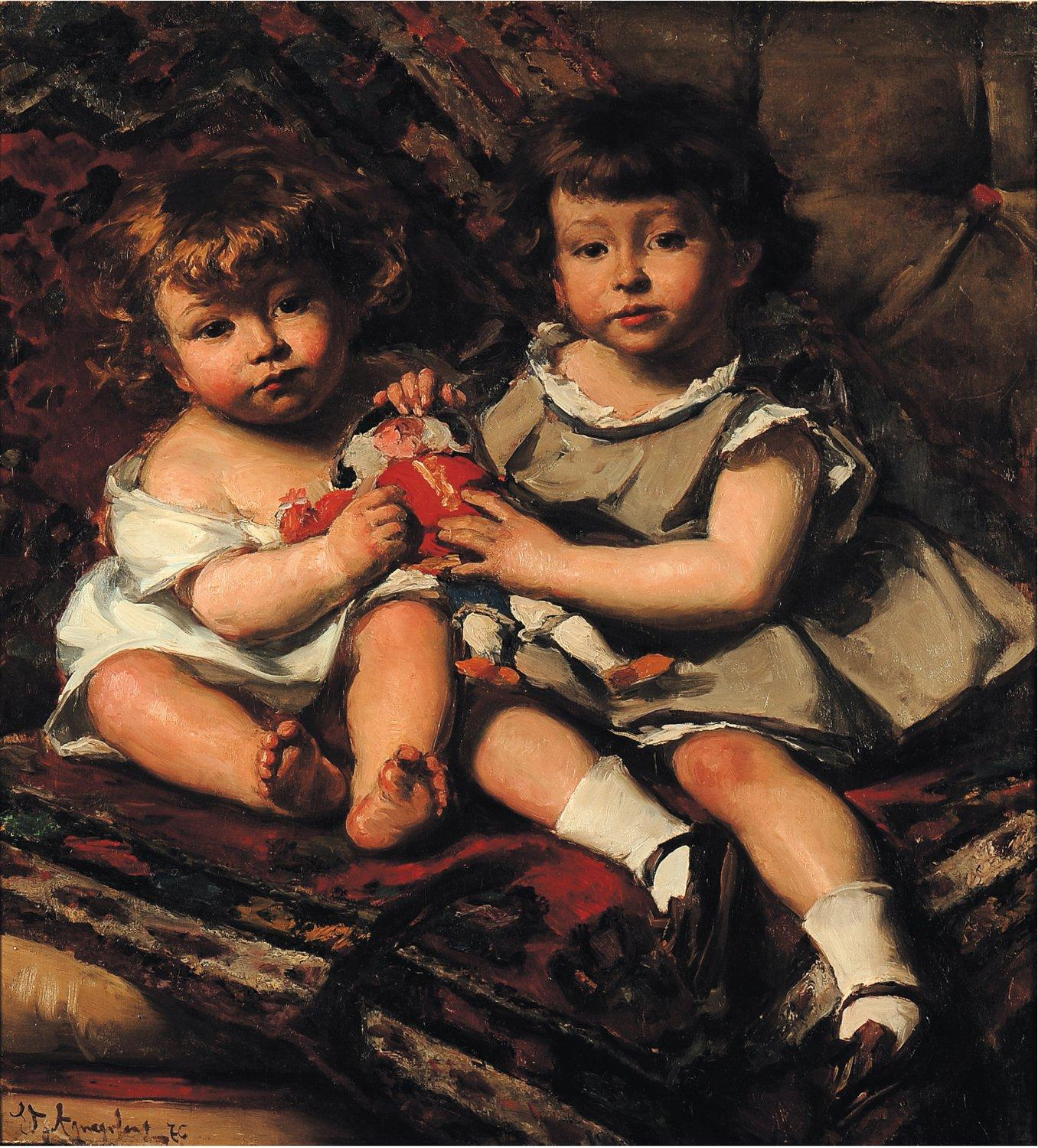
Die Kinder der Familie Jansens

Edouard Agneessens (* 24. August 1842 in Brüssel; † 20. August 1885 in Uccle) war ein belgischer Porträtmaler.
Er studierte in den Jahren von 1856 bis 1865 und von 1869 bis 1870 an der Académie royale des Beaux-Arts de Bruxelles  bei François-Joseph Navez, und auch privat im Atelier von Jean-François Portaels.
Nach dem Studium war er in Brussel als freischaffender Porträtmaler tätig. Die Jahre 1869 bis 1871 verbrachte er in Sankt Petersburg, wo er viele prominente Personen porträtierte. Er war Mitbegründer der Société Libre des Beaux-Arts in Brüssel.
Um 1875 erkrankte er an einer Geisteskrankheit und 1880 hörte er auf zu malen. Seine Geisteskrankheit führte 1885 zu seinem vorzeitigen Tod im Alter von 42 Jahren.

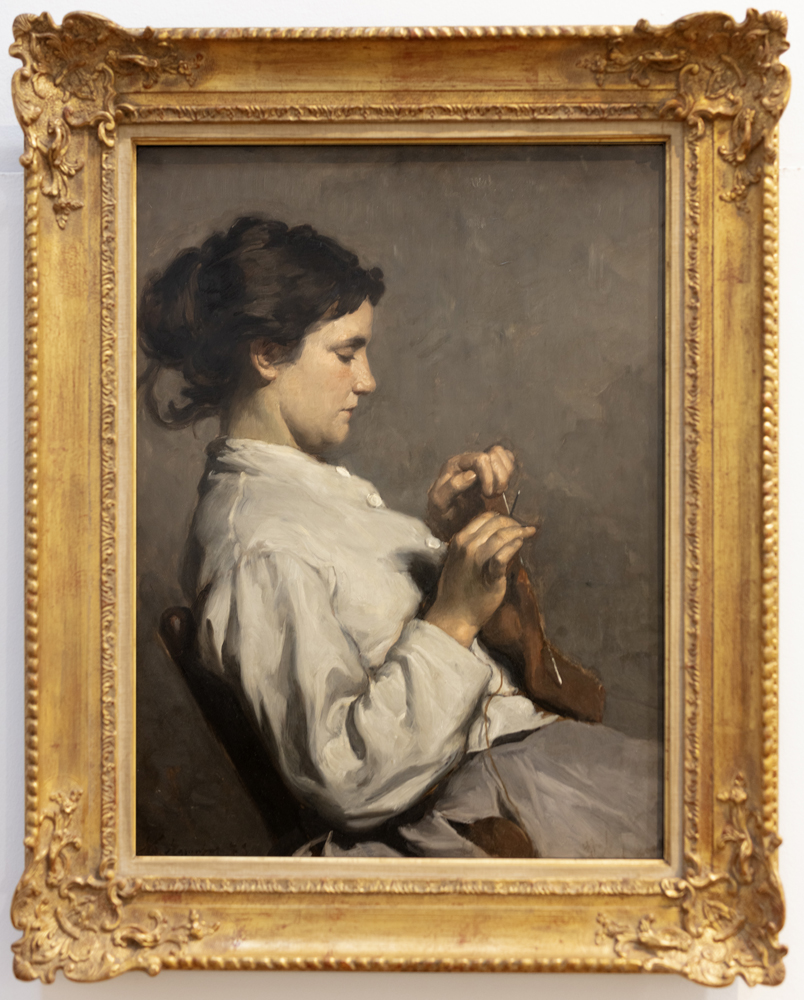
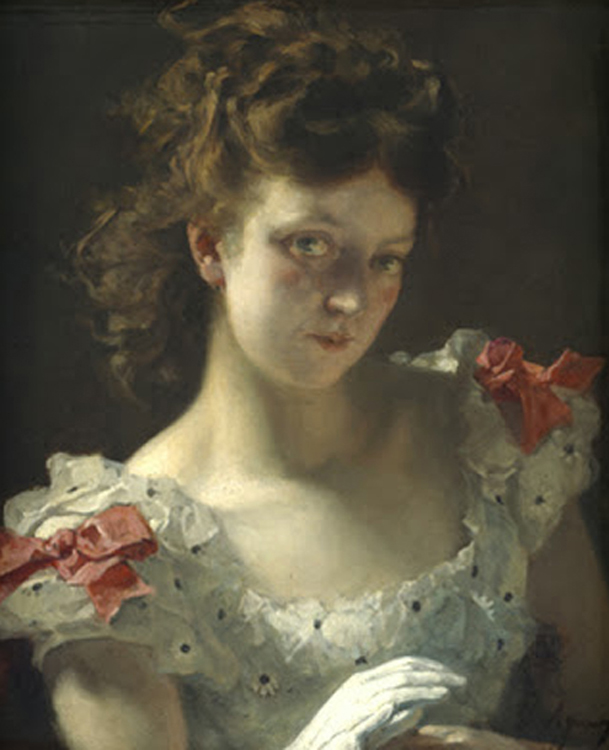
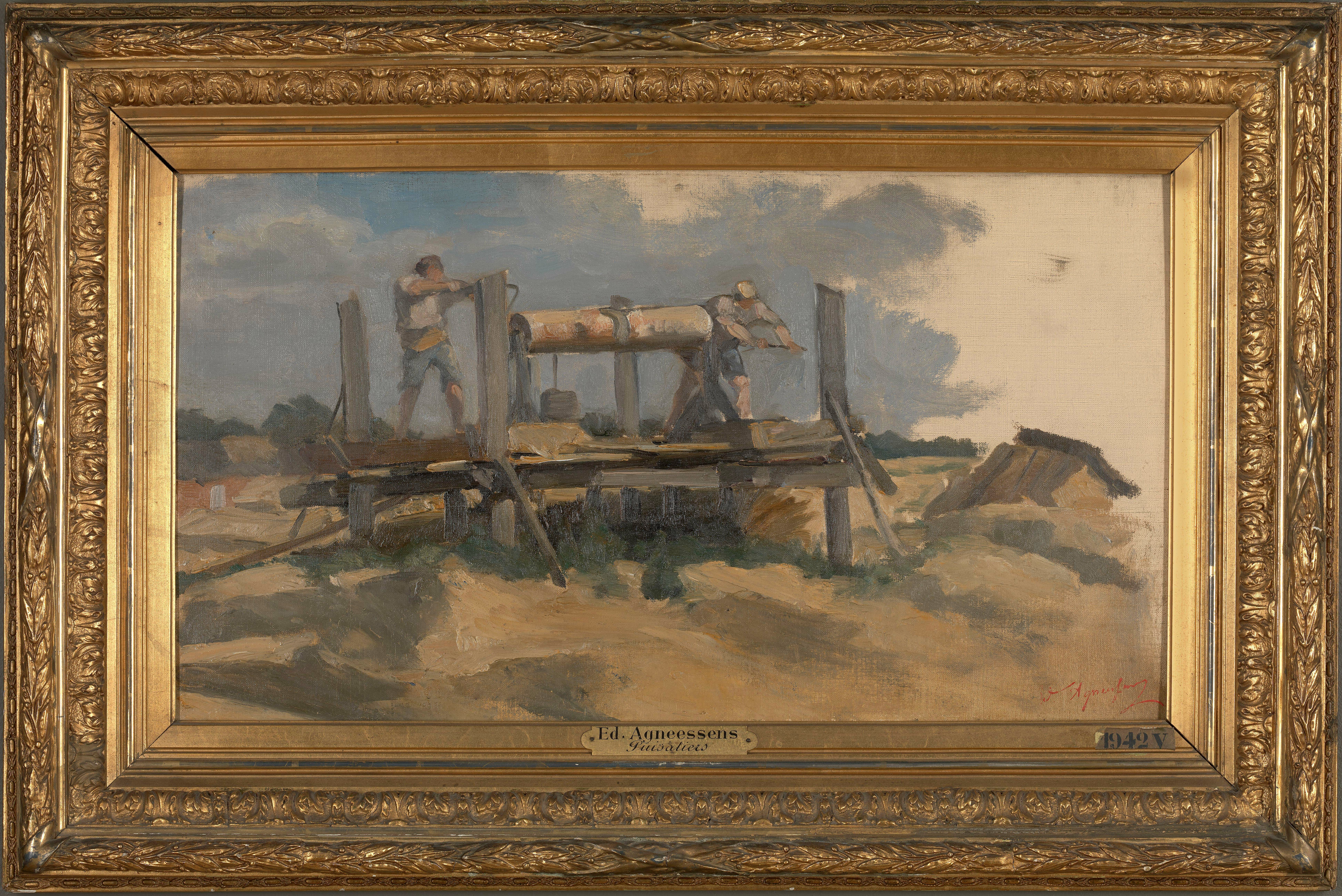
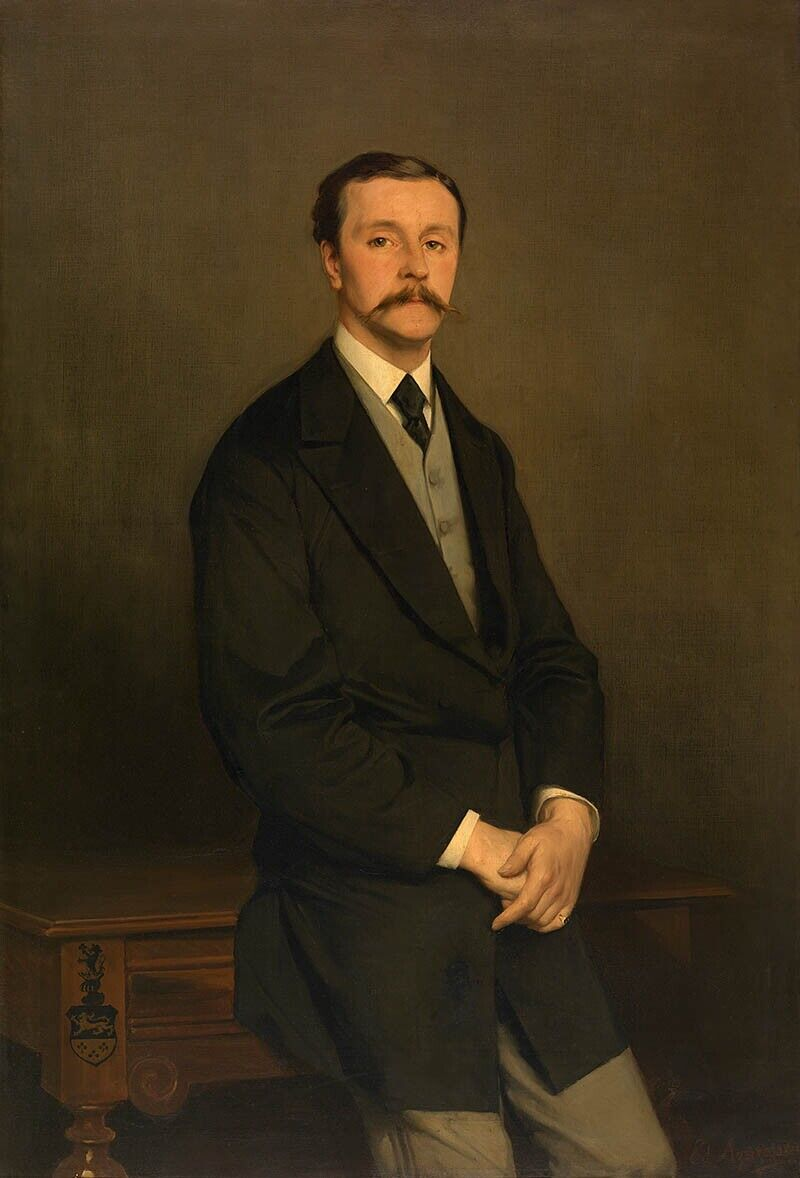
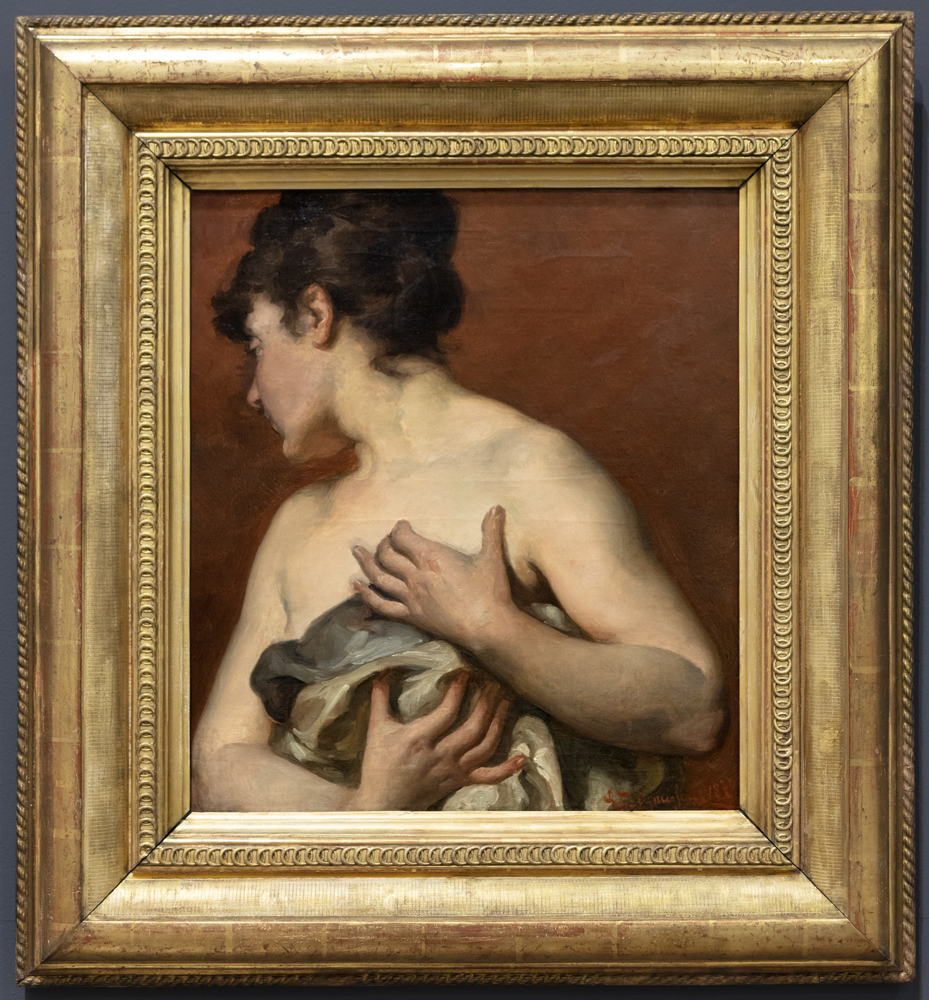